# حقوق الإنسان في جنوب إفريقيا

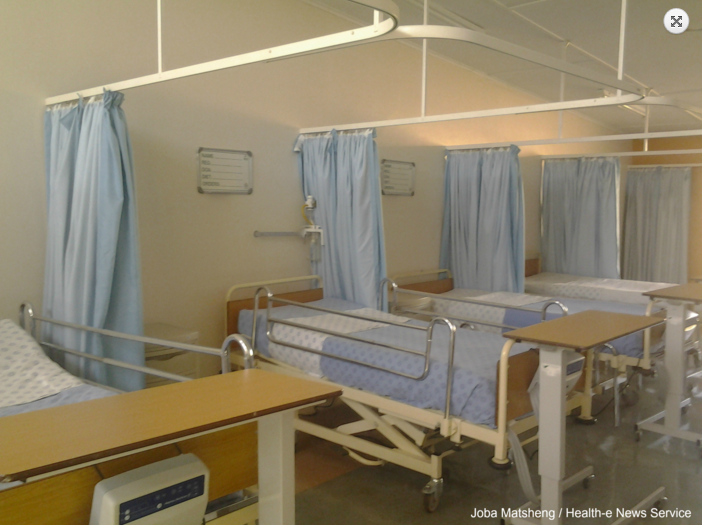
مستشفى شرق راند

حقوق الإنسان في جنوب إفريقيا محمية بموجب الدستور. أشار تقرير حقوق الإنسان لعام 1998 الصادر عن ميليس نديو إلى أن الحكومة تحترم عمومًا حقوق المواطنين. ومع ذلك، كان هناك مخاوف بشأن استخدام القوة عن طريق إنفاذ القانون والإجراءات القانونية والتمييز. كُلِّفت لجنة حقوق الإنسان بموجب دستور جنوب إفريقيا وقانون لجنة حقوق الإنسان لعام 1994، بمراقبة انتهاكات حقوق الإنسان والسعي لمعالجة مثل هذه الانتهاكات استباقيًّا وعن طريق الشكاوى المقدمة إليها. كما أنها تلعب دورًا تعليميًا.

## عهد الفصل العنصري
كان الفصل العنصري نظام الفصل والتمييز الذي تمارسه أقلية بيضاء على الأغلبية السوداء. على سبيل المثال، لم يُسمح للسود بشراء أراض خارج محميات الأرض رغم كونهم من السكان الأصليين. سُنّت العديد من قوانين مناهضة الفصل العنصري في جنوب إفريقيا مع الأخذ في الحسبان أن ما يعتبره المجتمع الدولي ومنظمات حقوق الإنسان والأغلبية السوداء في البلاد مظالم اجتماعية وقانونية مرتبطة بالفصل العنصري ومناهضة الفصل العنصري. وحظيت الرسالة باعتبارها وجهًا مثاليًا لأمة جنوب الصحراء الكبرى.

## حقوق التعليم

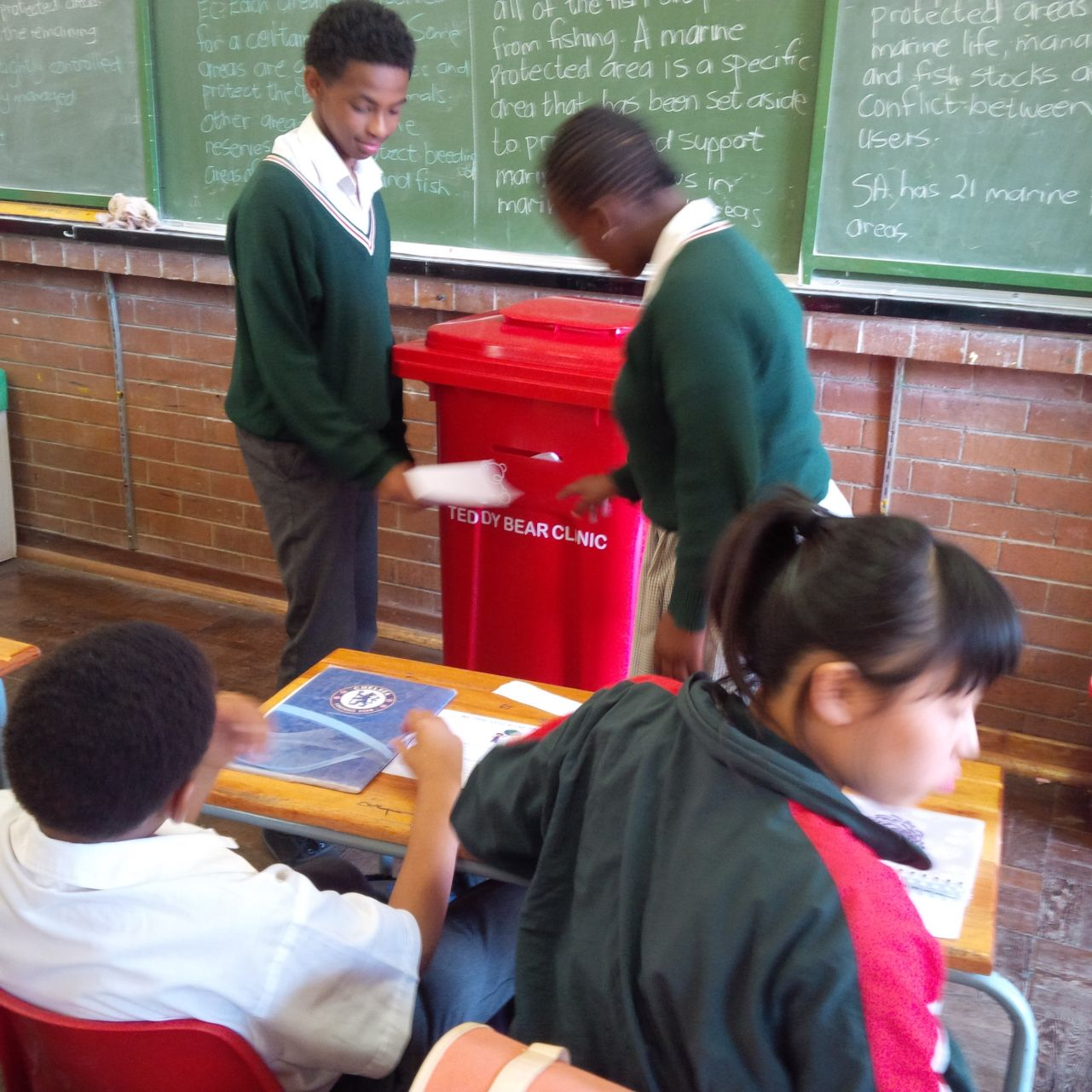
انضمت مدرستا سيريلدين وبراملي الابتدائيتان في جنوب أفريقيا إلى حملة يوم العمل العالمي لعيادة تيدي بير

شرّعت حكومة جنوب إفريقيا المساواة في التعليم في جميع أنحاء البلاد. يشمل هذا التشريع تقرير الورقة البيضاء حول التعليم والتدريب لعام 1995 وقانون مدارس جنوب إفريقيا، القانون 84 لعام 1996. ومع ذلك، كانت هناك مشاكل في تنفيذ هذه القوانين. تميل حكومة جنوب إفريقيا إلى صبّ تركيزها على جودة التعليم العالي. ومع ذلك، فإن 10 ٪ فقط من طلاب جنوب إفريقيا يصلون إلى الصف 12 في عدد معقول من السنوات. بالإضافة إلى ذلك، لا يوجد الكثير من الاندماج العرقي في المدارس الحكومية. على الرغم من أن القوانين تسمح بالاندماج، إلا أن العديد من المدارس لا تسجّل في الغالب إلا عرقًا واحدًا.

### المدارس الريفية
معظم التعليم في جنوب إفريقيا يقدّم المدارس الريفية. في الواقع، يعيش حوالي 79 ٪ من السود في جنوب إفريقيا في مجتمعات ريفية. ومع ذلك، أهملت الحكومة جودة التعليم في هذه المناطق الريفية. تشمل المشكلات المتعلقة بالمدارس الريفية ما يلي: سوء المرافق وشح المياه النظيفة ونقص الموارد والمعلمين غير المتحمسين. بالنظر إلى المرافق المتدهورة، بعض المدارس ليست مستقرة من الناحية الهيكلية وهي عرضة لخطر الانهيار، حتى أن بعض المدارس تفتقر إلى الكهرباء. تفتقر معظم المدارس التي تضم أكثر من 500 طفل إلى المرافق الصحية المناسبة للمراحيض في حين أن بعض المدارس لا تحتوي على دورات مياه على الإطلاق. علاوة على ذلك، تقع العديد من المدارس الريفية في المناطق النائية دون الوصول المباشر إلى المياه النظيفة. على العموم، تكون المياه على بعد كيلومترات وغير نظيفة لأن الحيوانات تستحم فيها وتشرب منها. هذا النقص في المياه هو مشكلة خاصة في النهار عندما تكون درجة الحرارة أكثر ارتفاعًا. يعد بُعد هذه المدارس الريفية مشكلة بحد ذاتها أيضًا لأنها بعيدة جدًا عن منازل التلاميذ. والعديد من المدارس لا تعالج هذه المسألة بوسائل النقل. بالإضافة إلى ذلك، تفتقر العديد من المدارس إلى الكتب واللوازم اللازمة للتعلّم. في يونيو 2010، أدركت «الجريدة الرسمية» أن هذه البيئات التعليمية غير الملائمة تزيد من معدلات تغيّب المعلمين ومعدلات تسرّب الطلاب. بعض الطلاب ليس لديهم ما يكفي من الطعام لتناوله وهم يعانون الجوع أثناء الدوام في المدرسة. وهذا الجوع يسبّب نقص التركيز ويجعل بيئات التعلّم أقل ملاءمة.

### حقوق الأطفال المعوّقين
رغم أن جنوب إفريقيا صدّقت على اتفاقية حقوق الأشخاص ذوي الإعاقة في عام 2007، فإن الأطفال ذوي الإعاقة ما زالوا لا يحظون بفرٍص متكافئة في الحصول على التعليم. في العديد من المواقف، تستطيع المدارس الحكومية تحديد الطلاب القادرين على الالتحاق وقد ترفض المدرسة ببساطة طفلًا معاقًا دون أية عواقب. في الحالات التي يكون فيها الطالب قادرًا على الالتحاق في مدرسة عامّة، قد تفتقر المدرسة إلى الموارد اللازمة لتعليم الأطفال ذوي الإعاقة تعليمًا فعالًا. بالإضافة إلى ذلك، يُجبر الأطفال ذوو الإعاقة في المدارس الحكومية على دفع الرسوم - كرسوم المساعدة - التي لا يُطلب من الطلاب الآخرين دفعها. يوجد في جنوب إفريقيا مدارس تلبي احتياجات الطلاب ذوي الإعاقة، لكن هذه المدارس محدودة العدد وتتطلب دفع رسوم. العدد المحدود من المدارس يجبر الأطفال على المبيت في المدرسة أو استخدام وسائل النقل المكلفة. في عام 2000، كانت لجنة حقوق الطفل التابعة للأمم المتحدة تولي اهتمامًا خاصًا بعدم تنفيذ اتفاق جنوب إفريقيا لضمان التعليم الابتدائي المجاني. ما زالت جنوب إفريقيا تكافح من أجل توفير التعليم الابتدائي المجاني للجميع. بالإضافة إلى ذلك، لا يستطيع العديد من الطلاب المعاقين الوصول إلى التعليم ذي النوعية الجيّدة لأنهم مُدرجون في قوائم انتظار للمدارس التي تلبي احتياجات ذوي الاحتياجات الخاصة. على سبيل المثال، كان هناك ما يقرب من 5552 طفلاً معاقًا في قوائم الانتظار في عام 2015.

## الحقوق السياسية
لدى جنوب إفريقيا دستور ليبرالي يحمي جميع الحريات السياسية الأساسية. ومع ذلك، كان هناك عدد من حوادث القمع السياسي وكذلك تهديدات لحدوث حالة من القمع في المستقبل فيما يتعلق بانتهاك هذا الدستور، مما دفع بعض المحللين ومنظمات المجتمع المدني إلى استنتاج أن هناك أو يمكن أن يكون هناك مناخ جديد من القمع السياسي أو انخفاض في التسامح السياسي.
تعد الرعاية السياسية أحد الجوانب الهامّة في سياسة جنوب إفريقيا. ومع ذلك، فإن هذه الرعاية تنتهك حقوق الناس، وخاصة أولئك الذين يعيشون في فقر. يعتمد 40٪ من سكان جنوب إفريقيا على الدولة في تأمين الضروريات. يقلّل هذا الاعتماد على الدولة من استقلال سكان جنوب إفريقيا الذين يحتاجون إلى هذه المساعدة. تُؤمّن هذه الضروريات على شكل منح، والتي تتطلب الحصول على مستندات حكومية. نتيجة لذلك، تلعب البيروقراطية دورًا رئيسيًا في قدرة الفرد على الحصول على منحة وبالتالي الحصول على الضروريات. يكتسب السياسيون بدائل مبنية على وعود مادية. إذا كان السياسيون يوفون بهذه الوعود، فغالبًا ما يكون المتلقون هم فقط أولئك الذين ساندوا السياسيين. في الأساس، فإن اعتماد الناخبين على الدولة يحول دون قدرتهم على التصويت على أساس برامج أيديولوجية. هذه الظاهرة لا تتماشى مع المبادئ الديمقراطية لجنوب إفريقيا.

## الاغتصاب
تشير التقديرات إلى أن 500000 امرأة تتعرّض للاغتصاب في جنوب إفريقيا كل عام، فاحتمال تعرّض المرأة للاغتصاب أكبر من احتمال إكمالها المدرسة الثانوية. وجَدَ مسٌح أجري في عام 2009 أن واحدًا من كل أربعة رجال من جنوب إفريقيا اعترفوا باغتصاب شخص ما، ووجد مسٌح آخر أن واحدة من كل ثلاث نساء من بين 4000 امرأة شاركن بالمسح أفصحن عن تعرضهن للاغتصاب في العام الماضي.
يرتكب الأطفال أيضًا عمليات الاغتصاب (لا يتجاوز عمر بعضهم العشرة أعوام). تعد حوادث اغتصاب الأطفال والرضع في جنوب إفريقيا من أعلى معدلات الاغتصاب في العالم. تضمّن عدد من عمليات اغتصاب الأطفال الشهيرة إجراء عمليات جراحية مكثّفة لإعادة بناء الجهاز البولي أو الأعضاء التناسلية أو البطن أو القصبة الهوائية.